# Bambi-Verleihung 1963
Die 15. Bambi-Verleihung fand am 28. April 1963 in der Schwarzwaldhalle in Karlsruhe statt. Die Preise beziehen sich auf das Jahr 1962.

## Die Verleihung
1963 brach für den Bambi eine neue Ära an. Der Burda Verlag hatte Ende 1962 die Film-Revue übernommen und damit auch den Bambi. Allerdings änderte sich zunächst wenig. Trotz Bedenken wegen des fehlenden Flughafens und zu weniger Hotels entschied man sich, die Preisverleihung weiterhin in Karlsruhe stattfinden zu lassen. Zudem hielt sich Franz Burda aus der Organisation der Bambi-Verleihung heraus.
Bei den Schauspielerpreisen tat sich in den internationalen Kategorien erneut wenig. Rock Hudson gewann erneut vor Anthony Perkins und Charlton Heston, und auch Sophia Loren erhielt erneut den Bambi vor Doris Day und Audrey Hepburn. Ganz anders lief es bei den nationalen Preisen. Heinz Rühmann hatte 1962 zwar einen Bambi in der Kategorie Verdienter Künstler gewonnen, in der Kategorie Beliebtester Schauspieler gewann er aber zum ersten Mal. Zweiter wurde Vorjahresgewinner O. W. Fischer. Als Beliebteste Schauspielerin gewann Liselotte Pulver ihren ersten Bambi vor Ruth Leuwerik. Die Nachwuchsbambis gingen an Cordula Trantow und Thomas Fritsch, als Verdiente Künstler wurden Luise Ullrich und Rudolf Forster geehrt.

## Preisträger
Aufbauend auf der Bambidatenbank.

### Künstlerisch wertvollster deutscher Film
Das schwarz-weiß-rote Himmelbett

### Wirtschaftlich erfolgreichster deutscher Film
Via Mala

### Nachwuchsschauspieler
Thomas Fritsch

### Nachwuchsschauspielerin
Cordula Trantow

### Schauspieler International
Rock Hudson

### Schauspielerin International
Sophia Loren

### Schauspieler National
Heinz Rühmann

### Schauspielerin National
Liselotte Pulver

### Verdiente Künstlerin des deutschen Films
Luise Ullrich

### Verdienter Künstler des deutschen Films
Rudolf Forster